# Psychika

Řecké písmeno Psí je chápáno jako označení pro psychologii i psychiku

Psychika (někdy chápaná jako synonymum mysli) je nejzákladnějším a nejobecnějším psychologickým pojmem. Je odvozena z řeckého psyché ((ψυχή)) - duše. Pojem a dělení různých psychických fenoménů je základem psychologické deskripce. Na rozdíl od duše, která je spíše filozofickým a náboženským pojmem, je psychika psychologickým výkladovým rámcem k popisu lidské osobnosti.

## Základní charakteristika
Psychika je souhrn duševních dějů během celého lidského života. Jde též o fylogenetickou schopnost organismu odrážet svými stavy okolní realitu a reagovat na ni na úrovni senzomotorické (přímá reakce na stav okolí), percepční (pochopení okolí) a intelektuální (postihující a chápající vzájemné vztahy a zákonitosti různých jevů; z tohoto hlediska má psychika biologický základ a disponuje funkcemi, které umožňují učení, základní instinkty a na vyšších úrovních i socializaci a adaptaci na kulturní prostředí.
Psychika je pojem shrnující veškeré duševní obsahy a funkce člověka - tedy nejen to, co si myslíme a děláme, ale i to jakým způsobem myšlenkové informace zpracováváme, tedy samotný proces tohoto zpracování. Mnozí psychologové se přitom podle Aleny Plhákové domnívají, že si uvědomujeme pouze část dějů v psychice probíhajících. Proto je vhodné rozlišovat vědomí a nevědomí. Sled uvědomovaných zážitků probíhajících v psychice označujeme jako prožívání (vnitřní součást psychiky), jakékoliv vnější zaznamenatelné projevy a tělesné aktivity jsou potom chováním (včetně například různé fyziologické změny jako změna krevního tlaku či tepové frekvence).

## Psychické fenomény
Lidská psychika obsahuje tři základní fenomény: procesy, obsahy a stavy.
Psychické procesy se dělí dále. Kognitivní procesy (někdy též poznávací), které lze chápat jako analogii k lidskému rozumu. Slouží k získávání a zpracování informací z vnějšího světa. Emocionální procesy vedou ke vzniku emocí, požitků a citů a v laické psychologii bývají kladeny do protikladu k procesům kognitivním (rozum versus cit). Posledními procesy jsou procesy motivační, které aktivizují a usměrňují chování.
Tyto procesy vedou ke vzniku obsahů (myšlenek, konkrétních motivů apod., které mohou být v různém vztahu k realitě (přímý počitek, vzpomínka či fantazie). Obsahy se rychle mění, na rozdíl od psychických stavů, který je relativně stabilnější. Mohou být dočasné, například subjektivně rozlišitelný dobrý či špatný psychický stav, deprese apod. Jiné psychické stavy jsou označovány jako trvalé, relativně stálé podmínky psychického dění u daného člověka - například charakteristika úzkostnost a jiné charakterové vlastnosti.